# إسحاق شتيرن
إسحاق شتيرن (بالإنجليزية: Isaac Stern) (و. 1920 – 2001 م) هو عازف كمان، وموزع، وكاتب أمريكي، يستخدم آلات كمان، وكان عضوًا في الأكاديمية الأمريكية للفنون والعلوم، توفي في نيويورك، عن عمر يناهز 81 عاماً، بسبب قصور القلب.

## التعليم
تعلم في San Francisco Conservatory of Music ‏ (1928–1931).

## جوائز
حصل على جوائز منها:
- جائزة الأسطورة الحية لمكتبة الكونغرس  [لغات أخرى]‏[14]
- جائزة بولار للموسيقى (2000)
- جائزة غراموفون للإنجاز الحياتي (1999)
- جائزة جرامي لأفضل عزف موسيقى الحجرة  [لغات أخرى]‏ (25 فبراير 1992)
- وسام الحرية الرئاسي (1992)
- الميدالية الوطنية للفنون (1991)
- Royal Philharmonic Society Gold Medal  [لغات أخرى]‏ (1991)
- جائزة وولف في الفنون (1987)
- جائزة غرامي لإنجاز العمر (1987)
- مركز كينيدي الثقافي (1984)
- جائزة جرامي لأفضل عزف منفرد (مع الأوركسترا)  [لغات أخرى]‏ (24 فبراير 1982)
- جائزة ليوني سونينج للموسيقى [الإنجليزية]‏ (1982)
- جائزة جرامي لأفضل عزف موسيقى الحجرة  [لغات أخرى]‏ (16 مارس 1971)
- جائزة جرامي لأفضل عزف منفرد (مع الأوركسترا)  [لغات أخرى]‏ (13 أبريل 1965)
- جائزة جرامي لأفضل عزف منفرد (مع الأوركسترا)  [لغات أخرى]‏ (15 مايو 1963)
- جائزة جرامي لأفضل عزف منفرد (مع الأوركسترا)  [لغات أخرى]‏ (29 مايو 1962).

## وصلات خارجية
- إسحاق شتيرن على موقع IMDb (الإنجليزية)
- إسحاق شتيرن على موقع الموسوعة البريطانية (الإنجليزية)
- إسحاق شتيرن على موقع مونزينجر (الألمانية)
- إسحاق شتيرن على موقع ميوزك برينز (الإنجليزية)
- إسحاق شتيرن على موقع إن إن دي بي (الإنجليزية)
- إسحاق شتيرن على موقع أول ميوزيك (الإنجليزية)
- إسحاق شتيرن على موقع ديسكوغز (الإنجليزية)
- إسحاق شتيرن على موقع قاعدة بيانات الفيلم (الإنجليزية)
- إسحاق شتيرن في قاعدة بيانات الأفلام على الإنترنت